# باد داي
باد داي (بالإنجليزية: Bud Day)‏ هو ضابط ومحامي أمريكي، ولد في 24 فبراير 1925 في سيوكس سيتي في الولايات المتحدة، وتوفي في 27 يوليو 2013 في فورت والتون بيتش في الولايات المتحدة.

## وصلات خارجية
- باد داي على موقع إن إن دي بي (الإنجليزية)